# Wilhelm Habsburg (1895–1948)
Wilhelm Franciszek Habsburg-Lotaryński, ukr. Вільгельм Франц фон Га́бсбурґ-Лотрі́нґен (ur. 10 lutego 1895 w Puli, zm. 18 sierpnia 1948 w Kijowie) – austriacki arcyksiążę z rodu Habsburgów, ukraiński emigracyjny działacz polityczny.

## Dzieciństwo i rodzina
Najmłodszy syn arcyksięcia Karola Stefana Habsburga z Żywca. Otrzymał imię po habsburskim arcyksięciu, który pod koniec czternastego stulecia usiłował uzyskać poprzez małżeństwo koronę polską. Wraz z rodzeństwem wychowywał się pod pilnym okiem ojca. Uczył się języków, podróżował. W wieku 14 lat wstąpił do szkoły w Hraniach. W 1912 roku zakończył naukę w tej szkole bez zdawania egzaminów. Studia kontynuował w Wiedniu pod okiem prywatnych nauczycieli.

## Służba wojskowa
Po ukończeniu akademii wojskowej w 1915 r. został przydzielony jako nadporucznik do 13 pułku ułanów.
W 1918 r. mianowany na stanowisko dowódcy Legionu USS i stopień pułkownika, do jesieni 1918 dowodził Grupą Wilhelma Habsburga. Jego adiutantem był Ostap Łucki.

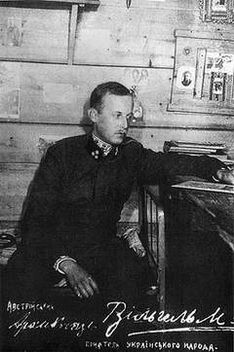
Arcyksiążę Wilhelm – Wasyl Wyszywany

Na początku 1919 r. podjął służbę w Sztabie Generalnym URL. 16 listopada 1919 wraz z Jewhenem Petruszewyczem oraz grupą działaczy URL i ZURL opuścił Kamieniec Podolski zagrożony przez Armię Ochotniczą, i udał się przez Rumunię na emigrację do Wiednia.

## Działalność polityczna w latach 20. i 30.
W 1920 r. osiadł na stałe w Austrii, utrzymując się z pensji, przyznanej przez ukraińskie przedstawicielstwo (pensję wstrzymano w marcu 1921 r.). W maju i lipcu 1920 r. uczestniczył jako emisariusz rządu ZURL w pertraktacjach z hetmanem Pawłem Skoropadskim w Lipsku. Latem 1921 udało mu się zdobyć znaczne fundusze na działalność polityczną od bawarskich kół monarchistycznych i przemysłowych (Wirtschaftspolitische Vereingung fur den Osten „Aufbau”), oraz od szwagra, króla hiszpańskiego Alfonsa XIII. Jednak wskutek upadku powstania na Ukrainie i rozpadu jego stronnictwa, w 1922 r. odsunął się zupełnie od polityki.
Był pretendentem do tronu ukraińskiego, popierany przez Ukraińską Partię Ludową Mykoły Czudinowa, rozłamową grupę „chliborobów-państwowców” Wiktora Andrijewskiego, oraz emigracyjny ruch Ukraińskiego Wolnego Kozactwa. Za współpracę oraz za poparcie dążeń propaństwowych Ukraińców został wydziedziczony przez ojca.

## Działalność polityczna w czasie II wojny światowej
Wybuch II wojny światowej zastał Wilhelma w Wiedniu. Sympatyzował z nazistami, ale nigdy nie wstąpił do NSDAP. Przywdział mundur niemiecki i na początku 1940 został wysłany na szkolenie do Wiener Neustadt. Został przydzielony do obrony cywilnej, razem ze starcami i młodymi chłopcami. Przy wsparciu niemieckich władz i niemieckich sądów wystąpił wraz z siostrą Eleonorą przeciwko bratu Karolowi Albrechtowi w sporze o pieniądze. Wiosną 1941 roku otrzymał jednorazowo 300 000 marek, dzięki czemu został zabezpieczony materialnie do końca swego życia. Po ataku Niemiec na ZSRR 22 czerwca 1941 roku wsparł ponownie ukraińskie aspiracje narodowe. Widział konieczność kolaboracji Ukraińców z Niemcami, jednak niemiecka obojętność dla podejmowanych przez Ukrainę starań podkopała jego fascynację faszyzmem. Przeszedł na stronę proukraińskiego ruchu oporu.
W 1942 roku Wilhelm zajmował się werbowaniem agentów do zachodniej służby wywiadowczej. Organizował komórki ruchu oporu w krajach okupowanych przez Niemców. Nadal mieszkał i przebywał w Wiedniu. W 1944 roku zaangażował się znowu w poważną ukraińską politykę. Pomagał ukraińskim nacjonalistom z OUN. Pośredniczył między innymi w ich rozmowach z mocarstwami zachodnimi. Po kapitulacji III Rzeszy, nie rzucając się w oczy zwycięskiej Armii Czerwonej, zaangażował się w politykę demokratyczną. Mimo iż nadal czuł się monarchistą, zaakceptował austriacką republikę i wstąpił do Partii Ludowej.

## Aresztowanie i śmierć
26 sierpnia (podaje się też datę 22 września) 1947 r. został aresztowany przez GRU w Wiedniu, wywieziony potajemnie do ZSRR, skazany jako „angielski agent” na 25 lat więzienia, zmarł na gruźlicę w łukianiwskim więzieniu w Kijowie.
Nazywano go „Wasyl Wyszywany”, od narodowego (ludowego) stroju ukraińskiego – wyszywanki, w którym lubił występować.

## Odznaczenia
- Order Złotego Runa (Austria)[8]
- Krzyż Zasługi Wojskowej III Klasy z Mieczami i Dekoracją Wojenną (Austria)[8]
- Srebrny Medal Signum Laudis na Wojennej Wstążce z Mieczami (Austria)[8]
- Brązowy Medal Signum Laudis na Wojennej Wstążce z Mieczami (Austria)[8]
- Wielka Wstęga Orderu Sławy (Tunezja)[8][9]
- Krzyż Żelazny II Klasy (Prusy)[8]
- Złoty Medal Imtiyaz (Turcja)[8]
- Medal Wojenny (Turcja)[8]
- Krzyż Honorowy dla Walczących na Froncie[10]

## Literatura
- Timothy Snyder: Czerwony książę. Warszawa: Świat Książki, 2010. ISBN 978-83-247-1217-5. OCLC 751066141.
- Jan Jacek Bruski – „Petlurowcy”, Kraków 2004, ISBN 83-86225-03-3.
- Adam Tracz, Krzysztof Błecha, Księżna. Wspomnienia o Polskich Habsburgach, Bonimed 2009, ISBN 978-83-930106-0-8.
- Adam Tracz, Krzysztof Błecha, „Ostatni król Polski” Karol Stefan Habsburg, Bonimed 2012, ISBN 978-83-930106-1-5.